# Wild Horses (The Rolling Stones)
Wild Horses is een nummer van de Britse band The Rolling Stones. Het nummer verscheen op hun album Sticky Fingers uit 1971. Op 12 juni van dat jaar werd het nummer uitgebracht als de tweede single van het album.

## Achtergrond
Het nummer werd opgenomen in drie dagen tussen 2 en 4 december 1969 tijdens de opnamen van de documentaire Gimme Shelter, maar werd niet uitgebracht tot ruim een jaar later vanwege ruzies met hun voormalige platenlabel. 
In de tekst die hij schreef voor het boekje dat behoorde tot het compilatiealbum Jump Back uit 1993 zei zanger Mick Jagger over het nummer: "Ik weet nog dat wij oorspronkelijk dit nummer met Gram Parsons deden, en volgens mij kwam zijn versie uit net voor die van ons. Iedereen zegt altijd dat dit nummer over Marianne Faithfull gaat, maar ik denk van niet; dat was toen allang over. Maar ik denk zeker dat ik emotioneel diep in dit nummer zat." Gitarist Keith Richards voegde hieraan toe: "Als er een klassieke manier is waarop Mick en ik samenwerken, is dit het. Ik had de gitaarriff en de tekst van het refrein, Mick bedacht de coupletten. Net als "Satisfaction" gaat "Wild Horses" over de gewoonte dat we niet op tournee zijn, een miljoen kilometer van waar je eigenlijk zou willen zijn."

## Covers
Het nummer is veelvuldig gecoverd, onder meer door Leon Russell, Elvis Costello, Neil Young, Sheryl Crow, Guns N'Roses en Susan Boyle. De versie van de alternatieve rock-band The Sundays is gebruikt in de film Fear.

## Hitnoteringen
De plaat behaalde in de Verenigde Staten de 28e positie in de Billboard Hot 100, maar behaalde opvallend genoeg niet de hitlijsten in thuisland het Verenigd Koninkrijk. Een jaar voordat de Rolling Stones hun versie uitbrachten, werd het opgenomen door Parson's band The Flying Burrito Brothers voor hun album Burrito Deluxe, wat werd uitgebracht in april 1970. In 1995 werd een videoclip voor het nummer opgenomen in zwart-wit ter promotie van de akoestische versie van het album Stripped. Deze versie werd in 1996 ook uitgebracht op single en bereikte de 59e positie in Canada en de 4e positie in de Tipparade in Nederland. In 2008 werd een instrumentale versie van het nummer gebruikt als het einde van de Rolling Stones-documentaire Shine a Light.

## NPO Radio 2 Top 2000
| Nummer met noteringen in de NPO Radio 2 Top 2000 | '99 | '00-'01 | '02 | '03 | '04 | '05 | '06 | '07 | '08 | '09 | '10 | '11 | '12 | '13 | '14 | '15 | '16 | '17 | '18 | '19 | '20 | '21 | '22 | '23 | '24 |
| ------------------------------------------------ | --- | ------- | --- | --- | --- | --- | --- | --- | --- | --- | --- | --- | --- | --- | --- | --- | --- | --- | --- | --- | --- | --- | --- | --- | --- |
| Wild Horses                                      | 421 | -       | 352 | 323 | 397 | 449 | 306 | 571 | 412 | 426 | 413 | 438 | 480 | 402 | 382 | 464 | 508 | 456 | 552 | 486 | 443 | 531 | 588 | 614 | 541 |

1. ↑  Een '-' betekent dat het nummer niet was genoteerd en een vetgedrukt getal geeft de hoogste notering aan.